# Jonas Sjöstedt
Jonas Sjöstedt (25 de diciembre de 1964, Gotemburgo, Suecia) es un político sueco. Fue presidente del Partido de la Izquierda de 2012 a 2020,  diputado del parlamento sueco desde 2010 y del parlamento europeo entre 1995 y 2006.
Pese a oponerse a la entrada de Suecia a la Unión Europea, fue elegido Diputado al Parlamento Europeo en 1995 por el Partido de la Izquierda como parte del Grupo Confederal de la Izquierda Unitaria Europea / Izquierda Verde Nórdica, hasta que se retiró en septiembre de 2006. Fue elegido miembro del Parlamento en 2010, representando a la Provincia de Västerbotten.
Sjöstedt se volvió políticamente activo como líder sindical en una planta de Volvo en la ciudad de Umeå a principios de la década de 1990. En su puja del 2010 por el Parlamento quedó en primer lugar en la lista del Partido de la Izquierda (que generalmente consigue un solo representante en el Parlamento) y fue elegido por una mayoría abrumadora de un tercio de los votos preferenciales (una pluralidad superior al 8 % es suficiente para un partido de una sola banca).
Vivió en la ciudad de Nueva York (también es miembro del Partido Socialista EUA) desde 2006 hasta 2010, período donde escribió  para columnas de publicación y radios de izquierda suecas, así como trabajos de historia y ficción. Está casado con la diplomática sueca Ann Måwe, quien es parte de la delegación sueca de las Naciones Unidas.